# História de Somerset

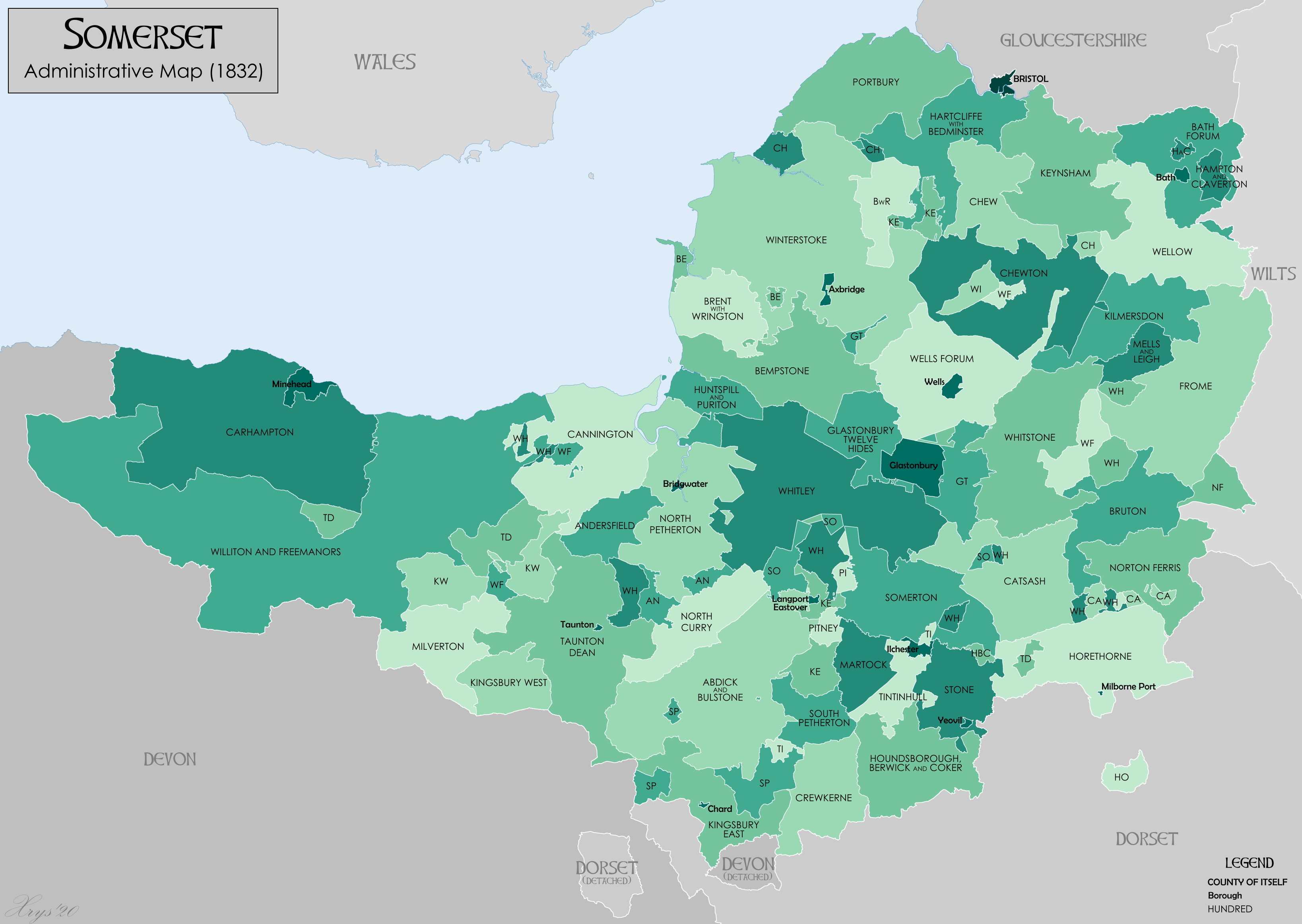
Condado antigo de Somerset

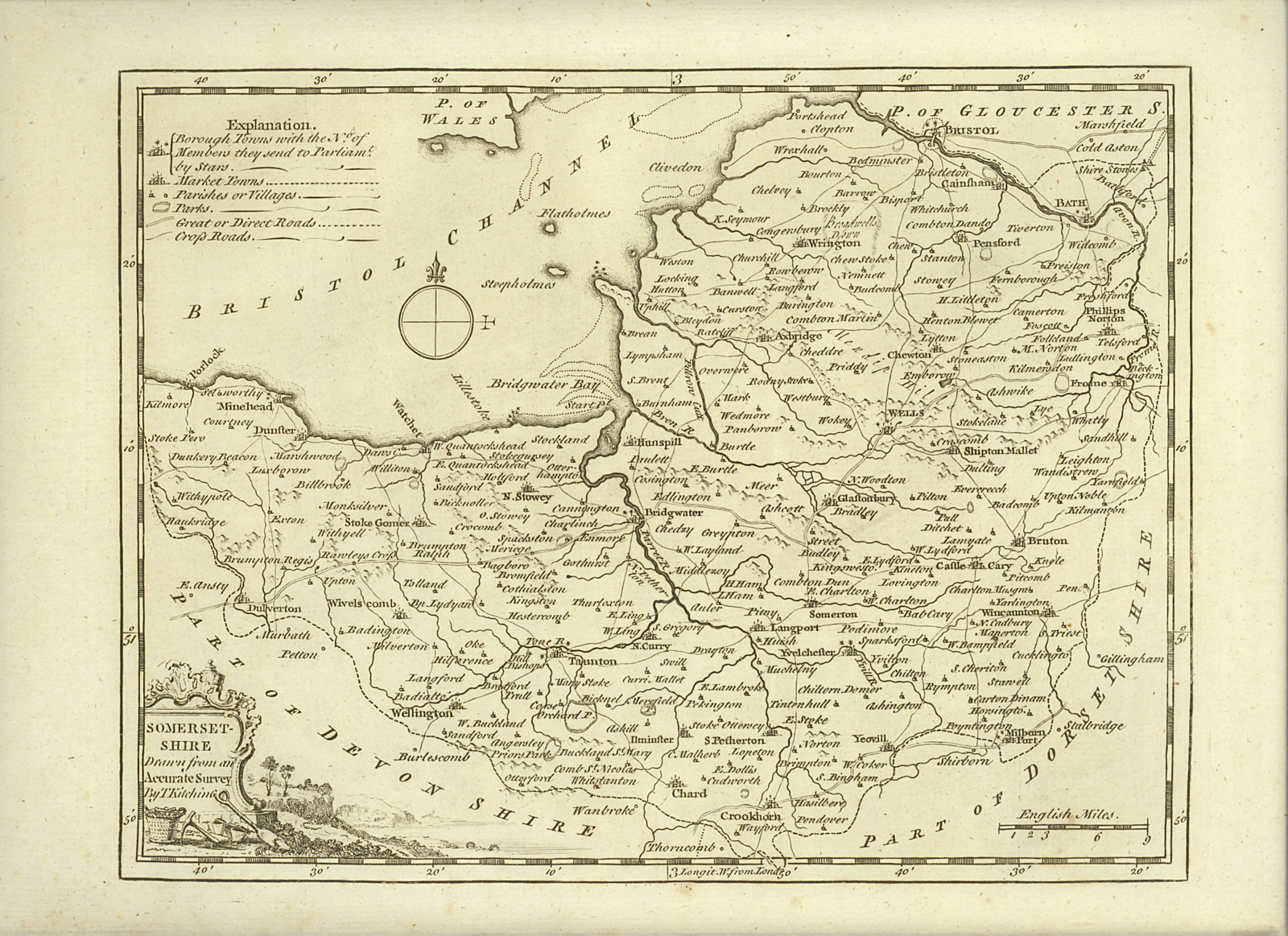
Mapa de "Somersetshire" de 1786, de: Boswell, Henry: “The Antiquities of England and Wales” (1786)

Somerset é um condado histórico no sudoeste da Inglaterra. Há sinais de ocupação humana desde os tempos pré-históricos com machados de mão e pontas de silex das eras paleolítica e mesolítica, e vários túmulos, fortes de colina e outros artefatos que datam do Neolítico, Idade do Bronze e Idade do Ferro. A obra de estrada humana datada mais antiga na Grã-Bretanha é a Sweet Track, construída com pranchas de madeira no século XXXIX a.C.
Após a invasão do sul da Grã-Bretanha pelo Império Romano, a mineração de chumbo e prata nas colinas Mendip forneceu a base para a indústria e comércio local. Bath tornou-se o local de uma grande cidade e forte romano, cujas ruínas ainda podem ser vistas. Durante o início do período medieval, Somerset foi palco de batalhas entre os anglo-saxões e primeiro os bretões e depois os dinamarqueses. Nessa época, foi governado primeiro por vários reis de Wessex e, posteriormente, por reis da Inglaterra. Após a derrota da monarquia anglo-saxônica pelos normandos em 1066, castelos foram construídos em Somerset.
A expansão da população e assentamentos no condado continuou durante o periodo Tudor e períodos mais recentes. A agricultura e a mineração de carvão se expandiram até o século XVIII, embora outras indústrias tenham declinado durante a revolução industrial. Nos tempos atuais, a população cresceu, nas cidades litorâneas, principalmente em Weston-super-Mare. A agricultura é um grande negócio, se não mais um grande empregador por causa da mecanização. As indústrias leves estão localizadas em cidades como Bridgwater e Yeovil. As cidades de Taunton e Shepton Mallet fabricam sidra, embora a área plantada com pomares de maçã seja menor do que antes.

## Paleolítico e Mesolítico
Os períodos Paleolítico e Mesolítico viram caçadores-coletores se mudarem para a região de Somerset. Há evidências de artefatos de sílex em uma pedreira em Westbury de que um ancestral do homem moderno, possivelmente o Homo heidelbergensis, esteve presente na área há 500.000 anos. Ainda existem algumas dúvidas sobre se os artefatos são de origem humana, mas eles foram datados no Estágio de Isótopo de Oxigênio 13 (524.000 - 478.000 BP). Outros especialistas sugerem que "muitos dos depósitos ricos em ossos do Pleistoceno Médio pertencem a um único, mas climaticamente variável interglacial que sucedeu o Cromeriano, talvez cerca de 500.000 anos atrás. A análise detalhada da origem e modificação dos artefatos de sílex leva à conclusão de que a montagem foi provavelmente um produto de processos geomorfológicos ao invés de trabalho humano, mas um único osso marcado com corte sugere uma presença humana." Ossos de animais e artefatos descobertos na década de 1980 em Westbury-sub-Mendip, em Somerset, mostraram evidências da atividade humana primitiva há mais ou menos 700.000 anos.
O Homo sapiens sapiens, ou homem moderno, veio para Somerset durante o Paleolítico Superior Inferior. Há sinais da ocupação de quatro cavernas de Mendip há 35.000 a 30.000 anos. Durante o Último Máximo Glacial, 25.000 a 15.000 anos atrás, é provável que Somerset estivesse deserta porque a área experimentava condições de tundra. Foram encontradas evidências na caverna de Gough de depósitos de ossos humanos que datam de 12.500 anos atrás. Os ossos foram descascados e provavelmente enterrados ritualmente, embora talvez relacionados ao canibalismo praticado na área na época ou à fabricação de taças de crânio ou recipientes de armazenamento.